# Csillagközi invázió: Mars invázió
A Csillagközi invázió: Mars invázió (Starship Troopers: Traitor of Mars, alternatív címén: Starship Troopers: Red Planet, japán címén: Starship Troopers: Kaszei no Uragirimono (スターシップ・トゥルーパーズ 火星の裏切り者; Hepburn: Starship Troopers: Kasei no Uragirimono)) 2017-ben bemutatott japán–amerikai számítógépes animációs military science fiction film. A film a 2012-es Csillagközi invázió: Célpont a Föld folytatása és a Csillagközi invázió-filmsorozat ötödik tagja. A Stage 6 Films, a Sola Digital Arts és a Lucent Pictures gyártásában készült, Aramaki Sindzsi és Macumoto Maszaru rendezésében, forgatókönyvét Edward Neumeier írta, zenéjét Takahasi Tecuja szerezte.
A mozik csupán 2017. augusztus 21-én este vetítették az Egyesült Államokban, DVD-n és Blu-rayen 2017. szeptember 19-én adta ki a Sony Pictures Home Entertainment. Magyarországon 2017. október 26-án jelent meg DVD-n a Bontonfilm kiadásában.

## Cselekmény
A Csillagközi invázió: Célpont a Föld eseményei után Johnny Ricót ezredessé fokozzák le és egy marsi űrállomásra helyezik át, hogy ott új gyalogosokat képezzen ki. Szerencsétlenségére az eddigi legreménytelenebb újoncokkal van dolga, tekintve, hogy a Marsot eddig elkerülte a rovarháború, telepesei pedig nem támogatják a háborút. A gyenge hatékonyságú marsi csapatok gyorsan elesnek, mikor a rovarok váratlanul megjelennek a bolygón, s nem sejthetik, hogy emögött Amy Snapp űrtábornagy terve áll.
Snapp a helyzetet arra használja ki, hogy kellő támogatást szerezzen a Mars elpusztítására, ezzel felszámolva a Marsi Függetlenségi Mozgalmat és nagyobb politikai befolyásra szert téve. Tisztában van azzal, hogy a Mars alatt egy rovarfészek növekszik, de eltitkolja, hogy a rovarok támadásával társadalmi és politikai támogatást szerezzen az egész bolygó megsemmisítésére. A flottát elterelésként a Rovar Karanténzóna (rovarok anyabolygója) megtámadására küldi és azzal a hamis magyarázattal áll a nyilvánosság elé, hogy a flotta túlságosan le van kötve a Karanténzónában, hogy támogatást küldjön a Mars számára, ezért aktiválni kell a bolygóromboló Q bombát, majd a Mars elvesztéséért Carl Jenkins tábornokra terelné a felelősséget.
A rovarok támadását túléli Rico és csapata és a Mars felszínén landolnak. Mialatt a flotta megkezdi a Karanténzóna elleni támadást, Snapp elfogja Carlt, drogokat ad be képességeinek tompítására és blokkol minden kommunikációt a Föld és a Mars között. Azonban Carl elfogása előtt telepatikusan elérte barátját, Carmen Ibanez kapitányt, aki hajójával visszaindul a Marshoz. Ezalatt Rico és emberei a rovarokkal való harc közben találnak egy mentőhajót, melyre Rico kivételével – akinek elfogy páncéljából az üzemanyag és visszazuhan a mélybe – mindenki felszáll. Bár társai halottnak hiszik, Rico túléli a zuhanást, s mikor felébred, halott szerelme, Dizzy Flores jelenik meg előtte, aki arra kéri, hogy állítsa le a Q-bombát, amelyet egy időjárás-irányító terraformáló torony alá helyeztek. Bár ez Rico előtt nem világos, Dizzy Carl telepátiájának módosulásaként jelent meg előtte, hogy így motiválja az ezredest. Snapp hamarosan a nyilvánosság előtt is bejelenti a Mars elestét.
Rico csapatának túlélői rájönnek, hogy az ezredes nem halt meg és visszafordulnak megmenteni őt. Miután újra összeáll a csapat, az időjárás-irányító torony felé veszik útjukat, hogy azt túlterhelve hatalmas robbanást idézzenek elő, elpusztítva a rovarok zömét. A csapatnak sikerül leállítani a Q bombát, de rovarok ezrei özönlenek a toronyhoz, melyet már nem tudnak sokáig tartani. Közben újra létrejön az összeköttetés a Föld és a Mars között, és a nyilvánosság is láthatja, ahogy Rico és csapata küzd a Marsért, elnyerve a közösség támogatását és letörve Snapp népszerűségét. A torony felrobbanása előtt egy mentőhajóval megérkezik Carmen és kimenekíti a csapat életben maradt tagjait. A torony ezután egy nukleáris fegyver erejével detonálódik, elpusztítva a köré gyűlt rovarokat.
Végül Carlt szabadon engedik és előlépve, űrtábornagyként visszatér a hatalomba. Rico helytállásáért visszakapja tábornoki rangját és a Mars rovaroktól való megtisztítását kapja parancsul. Snapp sorsa ismeretlen marad, s bár Carl titokban tartja, hogy a foglya volt, miután Rico nyilvánosságra hozta titkos tervét és rávilágított korruptságára, elvesztette népszerűségét és az emberek bizalmát. A zárójelenetben Rico gratulál csapatának és a flottával a Mars felé tart, hogy visszavegyék azt a rovaroktól.

## Szereplők
| Szereplő | Angol hang       | Magyar hang      |
| --- | ---------------- | ---------------- |
| Johnny Rico ezredes | Casper Van Dien  | Stohl András     |
| Isabelle „Dizzy” Flores | Dina Meyer       | Kéri Kitty       |
| Carl Jenkins tábornok | Justin Doran     | Kárpáti Levente  |
| Carmen Ibanez kapitány | Luci Christian   | Szabó Emília     |
| Amy Snapp űrtábornagy | Emily Neves      | Mohácsi Nóra     |
| Baba hadnagy | Scott Gibbs      | Csiby Gergely    |
| One-Oh-One | DeRay Davis      | Patkós Márton    |
| Camacho | Juliet Simmons   | Bajor Lili       |
| Dutch | Chris Gibson     | Géczi Zoltán     |
| Geo | Greg Ayres       | Berkes Bence     |
| Ratzass | Leraldo Anzaldua | Szatory Dávid    |
| George | John Swasey      | Sarádi Zsolt     |
| Daniel | Kyle C. Jones    | Fehérváry Márton |
| bogarak sikolya | Ashley Forshaw   | –                |
| főcím, stáblista felolvasása | –                | Bozai József     |
| További magyar hangok |                  |                  |
| Anga Kakszi István, Bárány Virág, Bartók László, Bordás János, Czifra Krisztina, Fehér Péter, Gacsal Ádám, Haagen Imre, Hám Bertalan, Hegedüs Miklós, Kiss László, Lipcsey-Colini Borbála, Téglás Judit, Törköly Levente, Trencsényi Ádám, Welker Gábor |                  |                  |

## Megvalósítás
A film a Stage 6 Films, a Sola Digital Arts és a Lucent Pictures gyártásában készült, Aramaki Sindzsi és Macumoto Maszaru rendezésében. Forgatókönyvét az eddigi összes Csillagközi invázió-filmet jegyző Edward Neumeier írta, zenéjét Takahasi Tecuja szerezte. A szereposztás tekintetében Casper Van Dien, mint Johnny Rico és Dina Meyer, mint Dizzy Flores visszatértek az eredeti élőszereplős filmből hangjukat kölcsönözni karakterüknek. E két szereplő szinkronhangja, Stohl András és Kéri Kitty, a magyar változatban is visszatértek.

## Megjelenések
A Csillagközi invázió: Mars invázió bemutatója 2017. augusztus 21-én volt közel 500 moziban az Egyesült Államokban. A filmet csupán egy este vetítették. A vetítéseket ráadás anyagok kísérték, Neumeier és Van Dien filmbemutatójával, a filmkészítők interjúival és a színfalak mögött készült felvételekkel. DVD-n és Blu-rayen 2017. szeptember 19-én adta ki a Sony Pictures Home Entertainment. Magyarországon 2017. október 26-án jelent meg DVD-n a Bontonfilm kiadásában. A kiadványon megtalálható a magyar 2.0-s, az angol 5.1-es, a lengyel 5.1-es és török 5.1-es hangsáv mellett a magyar, angol, bolgár, lengyel, orosz, román, szerb és török felirat is. Ráadás tartalom: Földön túli zene: a Mars invázió soundtrackje és Csillagközi technológia: motion capture a Mars invázióban.

## Fogadtatás
Blair Marnell az IGN-től 6/10-re értékelte a filmet és Rico és Dizzy érzelmekkel teli találkozását találta a film legjobb részének. Dicsérte az akciójeleneteket, de a szereplőkbe több lelket lehelt volna és hiányolta a korábbi filmekből megszokott humort. Miután felfedi magát a film legfőbb negatív szereplője, nem tudja komolyan venni: „motivációi és tervei annyira nevetségesek, hogy mind a komédiának, mind a logikának ellentmondanak”. Marnell szerint a Mars invázió „[az első filmet követő] mindkét élőszereplős filmnél jobb folytatása [a franchise-nak], de még mindig nem méltó a Csillagközi invázió névre”. A Puliwood szerint a Mars invázió „csúfosan rossz, szinte minden szegmensében működésképtelen film lett, amin a régi filmek sztárjainak szinkronhangjai […] sem tudtak segíteni”. Kritizálta az antagonista motivációinak logikátlanságát és a rosszul megalkotott szereplőket, de dicsérettel illette a látványelemeket és néhány jól összevágott akciójelenetet. Összességében 40%-ra értékelte a filmet.